# يونيس تايلور
يونيس تايلور (بالإنجليزية: Eunice Taylor)‏ هي لاعب كرة قاعدة أمريكية، ولدت في 12 فبراير 1934، وتوفيت في 8 مايو 2009.